# Olimpia Maidalchini

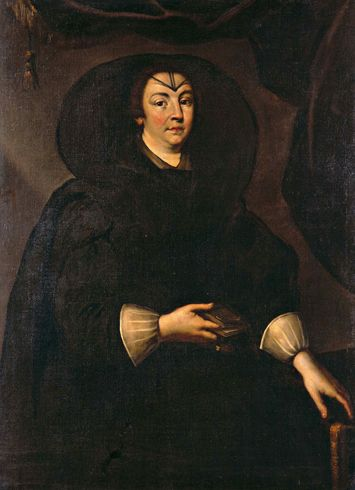
Olimpia Maidalchini na portrecie nieznanego autorstwa

Olimpia Maidalchini, także Donna Olimpia (ur. 26 maja 1591 w Viterbo, zm. 26 września 1657 w San Martino al Cimino) – bratowa papieża Innocentego X (1644-1655), matka kardynała Camilla Pamfiliego, zaufana doradca papieża Innocentego i faktyczna administratorka dworu papieskiego, kontrolowała sprzedaż urzędów i gruntów kościelnych oraz odpowiadała za dopuszczanie interesantów przed oblicze papieża, dzięki czemu dorobiła się znacznego majątku. 

## Życiorys
Urodziła się w niezamożnej rodzinie poborcy podatkowego. W 1609 roku sprzeciwiła się ojcu, który chciał, by wstąpiła do klasztoru jak jej dwie siostry. Trzy lata później wyszła za mąż za najbogatszego w miasteczku Paolę Niniego, ale po niecałych po dwóch latach została wdową. By uniknąć klasztoru szybko wyszła za mąż za dużo starszego urzędnika Pamphilio Pamphilia, który mimo braku majątku był szlachcicem. Szybko porozumiała się ze szwagrem Gian Battistą Pamphilim, który był księdzem. Maidalchini pomogła mu zyskiwać zwolenników, głównie budując jego pozycję towarzyską. W 1621 roku szwagier został powołany na nuncjusza papieskiego w Królestwie Neapolu, a kilka lat później został kardynałem.
W lipcu 1644 roku podjęła starania o wybór szwagra na papieża po śmierci Urbana VIII. Zjednywała sobie zwolenników, opłacała szpiegów, w efekcie czego 15 września kardynał Pamphili został wybrany papieżem, przyjmując imię Innocenty X. W okresie jego pontyfikatu stała się główną i najbliższą współpracowniczką papieża, nieprzychylni komentatorzy zarzucali jej romans z papieżem.
Kres jej wpływom położyło niezadowolenie z jej dużego wpływu na papieża, które podzielali wysokiej rangi duchowni oraz kpiny z samego Innocentego X, którego przedstawiano jako bezwolnego i wykpiwano, także na europejskich dworach. Papież zakazał jej wtedy wstępu do swoich komnat i wglądu w sprawy państwa papieskiego. Odrzucona Maidalchini osiadła w miasteczku San Martino, które sama zaprojektowała i wybudowała. Podczas trwającego 2,5 roku pobytu w San Martino pozostawała na bieżąco ze sprawami papiestwa za sprawą siatki szpiegów.
Do Rzymu powróciła w 1654 roku. W tym czasie zaczęła organizować regularne posiedzenia zebrania duchownych w swoim pałacu. W ostatnich tygodniach życia Innocentego X przejęła cenne ruchomości znajdujące się w pałacu papieskim.
W 1657 roku zmarła z powodu zakażenia dżumą.